# Talbrücke Schnaittach
Die Talbrücke Schnaittach ist eine 1288 m lange Brücke der Autobahn 9. Sie ist nach der 1315 m langen Loisachbrücke Ohlstadt die zweitlängste Brücke Bayerns. Sie wurde im Rahmen des sechsstreifigen Ausbaus der Autobahn 9 (Verkehrsprojekt Deutsche Einheit Nr. 12) zwischen den Jahren 1995 und 1998 neu errichtet, bei Kosten von ungefähr 49 Millionen Euro.
Die Brücke liegt zwischen den Anschlussstellen Hormersdorf und Schnaittach und überquert das Tal der Schnaittach nördlich des Ortes Schnaittach. Dabei werden in einer Höhe von maximal 30 m mit 15 bzw. 13 Feldern unter anderem auch die Staatsstraße 2241 zwischen Schnaittach und Simmelsdorf, die parallel verlaufende Schnaittachtalbahn sowie Feld- und Wirtschaftswege überspannt. 
Die Brücke ist Teil des Hienberg-Aufstiegs der BAB 9, welcher einen Höhenunterschied von 180 m zwischen der Fränkischen Alb und dem Rednitzbecken mit maximal 4,5 % Längsneigung überwindet. Dabei wird die Autobahn in zwei unterschiedliche Trassen aufgespalten, die am West- bzw. Osthang des Hienberges verlaufen. Dementsprechend laufen die Überbauten einer jeden Richtungsfahrbahn nach ungefähr 700 m am nördlichen Ende der Talbrücke Schnaittach auseinander und haben verschiedene Längen.

## Gründung und Unterbauten
Die Widerlager und die Pfeiler sind auf Großbohrpfählen mit einem Durchmesser von 1,5 m und einer Fußaufweitung von 2,4 m tiefgegründet. Bis zu 11 Pfähle mit Längen von 11 m bis 16 m sind unter Pfahlkopfplatten mit Abmessungen bis zu 15,3 m Länge, 10,1 m Breite und 2,5 m Dicke angeordnet. Die Pfeiler mit einem beidseitigen Anzug von 1:30 haben einen begehbaren Stahlbetonhohlquerschnitt. Zur Aufnahme der Lager weiten sich die Pfeilerköpfe oben zu den Außenabmessungen 8,6 m × 4,2 m auf. Der Regelachsabstand der Pfeiler beträgt 18 m.

## Überbauten

Hohlkastenquerschnitt einer Spannbetonbrücke

Die beiden nebeneinanderliegenden Überbauten der Spannbetonbrücke sind Durchlaufträger mit einem Hohlkastenquerschnitt und einer Konstruktionshöhe von 5,6 m im Bereich der 105 m langen Felder. Diese verringert sich entsprechend den reduzierten Spannweiten in Richtung der Widerlager auf 3,0 m bzw. 3,8 m. Die Bodenplatte des Hohlkastens hat eine Breite von 8,1 m, die Fahrbahnplatte von 17,5 m. Der Überbau ist in Längs- und Querrichtung vorgespannt. Die Stützweiten für den längeren 15-feldrigen westlichen Überbau betragen 40,8 m + 60,0 m + 70,0 m + 90,0 m + 5 × 105,0 m + 4 × 90,0 m + 80,0 m + 61,8 m, der 13-feldrige östliche Überbau hat als Spannweiten 62,8 m + 80,0 m + 2 × 90,0 m + 3 × 105,0 m + 4 × 90,0 m + 80,0 m + 61,8 m.
Der Bewegungsruhepunkt in Längsrichtung ist in Brückenmitte, wo zwei Pfeiler mit je einem Überbau unverschieblich verbunden sind.

## Ausführung
Der östliche Überbau wurde vom südlichen Widerlager aus auf eine Länge von 788 m mit dem Taktschiebeverfahren in 33 Takten hergestellt, die restlichen 352 m auf einem Lehrgerüst. Der westliche Überbau wurde aufgrund der aus Gerade-Klothoide-Kreis bestehenden veränderlichen Grundrissgeometrie mit dem Kontaktverfahren gebaut. Dies geschah von beiden Widerlagern aus mit Abschnittslängen von 737 m und 551 m. Die maximale Taktlänge war 26,3 m. Aufgrund der großen Spannweiten wurden dabei in Feldmitte Hilfspfeiler notwendig. Diese waren auch aus Stahlbeton und auf Pfählen gegründet. Zur Herstellung des zweiten Überbaus wurden diese querverschoben.